# Július Haas
Július Haas (* 28. September 1948 in Žilina, Tschechoslowakei) ist ein ehemaliger tschechoslowakischer Eishockeyspieler, der zehn Jahre lang für Slovan Bratislava in der höchsten Spielklasse der ČSSR spielte und mit der tschechoslowakischen Nationalmannschaft an zwei Weltmeisterschaften teilnahm. Seit dem Ende seiner aktiven Spielerkarriere arbeitet er als Eishockeytrainer.

## Karriere als Spieler
Július Haas begann seine Karriere 1956 im Nachwuchs des ZVL Žilina. 1967, im Alter von 19 Jahren, wechselte er zu Slovan Bratislava und gab sein Debüt in der 1. Liga, der höchsten Spielklasse der Tschechoslowakei. In den folgenden zehn Spielzeiten spielte der linke Flügelstürmer ausschließlich für Slovan, bevor er 1977 zum ZVL Žilina zurückkehrte. In der Spielzeit 1972/73 wurde er mit 32 Toren erfolgreichster Torjägerkrone der Liga.
1978 wechselte er zum TS Topoľčany, wo er in der Spielzeit 1978/79 als Spielertrainer agierte, bevor er seine Spielerlaufbahn beendete. Insgesamt erzielte er in der tschechoslowakischen Liga 172 Tore in 339 Partien.

### International
Neben seinen Erfolgen auf Vereinsebene war Július Haas in den frühen 1970er Jahren Stammspieler der tschechoslowakischen Nationalmannschaft. 1968 nahm er mit der Junioren-Auswahl der ČSSR an der Junioren-Europameisterschaft teil. Gleich bei seiner ersten Senioren-Weltmeisterschaft, 1970, gewann er die Bronzemedaille. Zwei Jahre später, bei der Eishockey-Weltmeisterschaft 1972, wurde er Weltmeister. Insgesamt absolvierte er 45 Spiele im Nationaltrikot, in denen er 21 Tore erzielte.

## Karriere als Trainer
Seit Beendigung seiner Spielerkarriere arbeitet Haas als Eishockeytrainer. Nachdem er beim TS Topoľčany erste Erfahrungen als Trainer gesammelt hatte, übernahm er später das Training der B-Mannschaft von Dukla Trenčín. Außerdem trainierte er die U18-Junioren von Slovan Bratislava und wurde später Assistenztrainer von Jozef Golonka bei der Herrenmannschaft von Slovan.
Im Lauf seiner Karriere wurde er selbst Cheftrainer von Slovan Bratislava, Dukla Trenčín und anderer Klubs der slowakischen Nationalliga 1.SNHL.

## Erfolge und Auszeichnungen
- Weltmeisterschaft 1972: Gewinn der Goldmedaille
- Weltmeisterschaft 1970: Gewinn der Bronzemedaille
- Toptorjäger der ČSSR 1972/73